# 国家青年领袖
国家青年领袖（Reichsjugendführer）是希特拉青年團的最高阶准军事军衔。1931年10月30日，希特勒任命巴爾杜爾·馮·席拉赫为纳粹党国家青年领袖。纳粹党于1933年夺权后，全德国所有青年组织都被划归巴爾杜爾·馮·席拉赫控制，他于6月17日被选定为“德意志帝国青年领袖”（Jugendführer des Deutschen Reiches）。1940年8月8日，席拉赫被任命为維恩帝國大區的大區領導，阿图尔·阿克斯曼随即接替了巴爾杜爾·馮·席拉赫的国家青年领袖职务。

## 战后
纳粹德国投降后，在同盟国当局的去纳粹化政策下，希特勒青年团被解散。席拉赫和阿克斯曼都被指控为战争罪犯，主要原因就是他们在任国家青年领袖时毒害德国青少年思想。席拉赫被判处20年监禁，而阿克斯曼在1949年5月被判处39个月徒刑。1958年，一西柏林法院对阿克斯曼处以35000马克罚款，这相当于他在柏林的总资产的一半。法庭判决，阿克斯曼在战争结束最终前曾长期向德国青少年灌输納粹主義思想，因此有罪。